# De vijanden
De vijanden is een Nederlands-Belgische film uit 1968 van Hugo Claus. De film is gebaseerd op een scenario van hemzelf. De film heeft als internationale titel The Enemies.

## Verhaal
Tijdens het Ardennenoffensief van 1944 ontdekt een Belgische jongen een Amerikaanse gewonde soldaat. De jongen weet de soldaat al snel weer op te lappen, maar vlak bij het huis van de jongen weten de Duitsers het offensief gedeeltelijk de kop in te drukken. Als de Amerikanen nog een aanval uitvoeren bij het huis van de jongen, raakt er een Duitse soldaat gewond. De jongen en de Amerikaanse soldaat halen de Duitse soldaat in huis en houden hem gevangen. Er volgt een vriendschapsband tussen de drie waarbij er een oplossing gevonden moet worden over hoe het verder moet.

## Rolverdeling
| Acteur          | Personage | Rolbeschrijving |
| --------------- | --------- | --------------- |
| Del Negro       | Mike      | Amerikaan       |
| Fons Rademakers | Willy     | Duitse soldaat  |
| Robbe De Hert   | Richard   | jongen          |
| Ida Bons        | Jeanette  |                 |
| Elly Claus      | Katerina  |                 |